# 佐藤文兵衛
佐藤 文兵衛（さとう ぶんべえ、1845年（弘化2年3月） - 1921年（大正年）4月26日）は、日本の政治家、衆議院議員（3期）。

## 経歴
但馬国養父郡市場村（兵庫県養父郡糸井村、南但町、和田山町を経て現朝来市）で生まれた。区長、兵庫県会議員、同常置委員、兵庫県土木課長となる。
1890年（明治23年）の第1回衆議院議員総選挙において兵庫9区から立憲改進党公認で立候補して当選する。1892年（明治25年）の第2回衆議院議員総選挙で再選。1894年（明治27年）3月の第3回衆議院議員総選挙で三選した。同年9月の第4回衆議院議員総選挙で落選した。1921年に死去した。